# 自動車管理者賠償責任保険
自動車管理者賠償責任保険（じどうしゃかんりしゃばいしょうせきにんほけん）とは、駐車場管理者、自動車整備工場など、自動車を預かることを業としている者が、自動車をキズつけたり、盗難にあったりして返せなくなった場合などに自動車の持ち主に対して負う賠償責任をカバーする保険である。受託者賠償責任保険の一種である。

## 主な免責
- 作業対象物に関するリスク　車の持ち主から依頼を受けた作業の結果を保証するようなリスクは、損害保険の対象とする偶然性に欠ける場合が多く、対象外としている。

## 関連法令
- 駐車場法

第16条　路外駐車場管理者は、その路外駐車場（注：道路の路面外に設置される自動車の駐車のための施設であって一般公共の用に供されるものをいう。）に駐車する自動車の保管に関し、善良な管理者の注意を怠らなかったことを証明する場合を除いては、その自動車の滅失又は損傷について損害賠償の責任を免れることができない。